# Аскер-заде, Наиля Вагиф кызы
Наиля́ Ва́гиф кызы́ Аске́р-заде́ (азерб.  Nailə Vaqif qızı Əsgərzadə, род. 13 декабря 1987, Баку) — российская журналистка, телеведущая, лауреат премии ТЭФИ-2018. Некоторые аналитики и страны её деятельность рассматривают как пропагандистскую.

## Биография

### Ранние годы
Родилась 13 декабря 1987 года в Баку, где и провела детство.
Окончила с золотой медалью среднюю школу № 20 с углублённым изучение французского языка в Волгограде. Поступила на экономический факультет Волгоградского государственного университета. Второе образование получила в МГИМО в 2017—2019 годах на магистерской программе «Международные финансы». Магистерскую диссертацию написала о последствиях санкций для российского финансового сектора.

### Журналистская деятельность
Переехав в Москву, Аскер-заде стажировалась в экономических новостях на НТВ, а затем работала редактором-международником на РБК-ТВ, совмещая с работой в экономическом отделе издания «Коммерсантъ» (с марта 2007 по май 2010 года). Позже перешла на работу в экономический блок газеты «Ведомости» (с мая 2010 по август 2011 года).
В мае 2011 года Аскер-заде брала интервью для «Ведомостей» у главы банка ВТБ Андрея Костина по поводу поглощения Банка Москвы. В июне того же года на V Петербургском международном экономическом форуме Аскер-заде работала обозревателем, после чего объявила главному редактору «Ведомостей» Татьяне Лысовой, что вынуждена уйти из издания из-за конфликта интересов, и что причиной стали отношения с топ-менеджером ВТБ.
На «России-24» Аскер-заде начинала как интервьюер, потом вела новости (как экономические, так и линейные), периодически делала собственные репортажи, в частности, с экономических мероприятий и форумов. 1 октября 2015 года вышел первый выпуск передачи «В рабочий полдень», где ведущая брала интервью у крупнейших предпринимателей и чиновников России. С 5 сентября 2016 года также является ведущей экономического блока в выпусках «Вестей в 20:00» на канале «Россия-1», ранее в 2013—2016 годах выступала в этом же качестве в утренних и дневных «Вестях в субботу» с Сергеем Брилёвым через прямые включения.

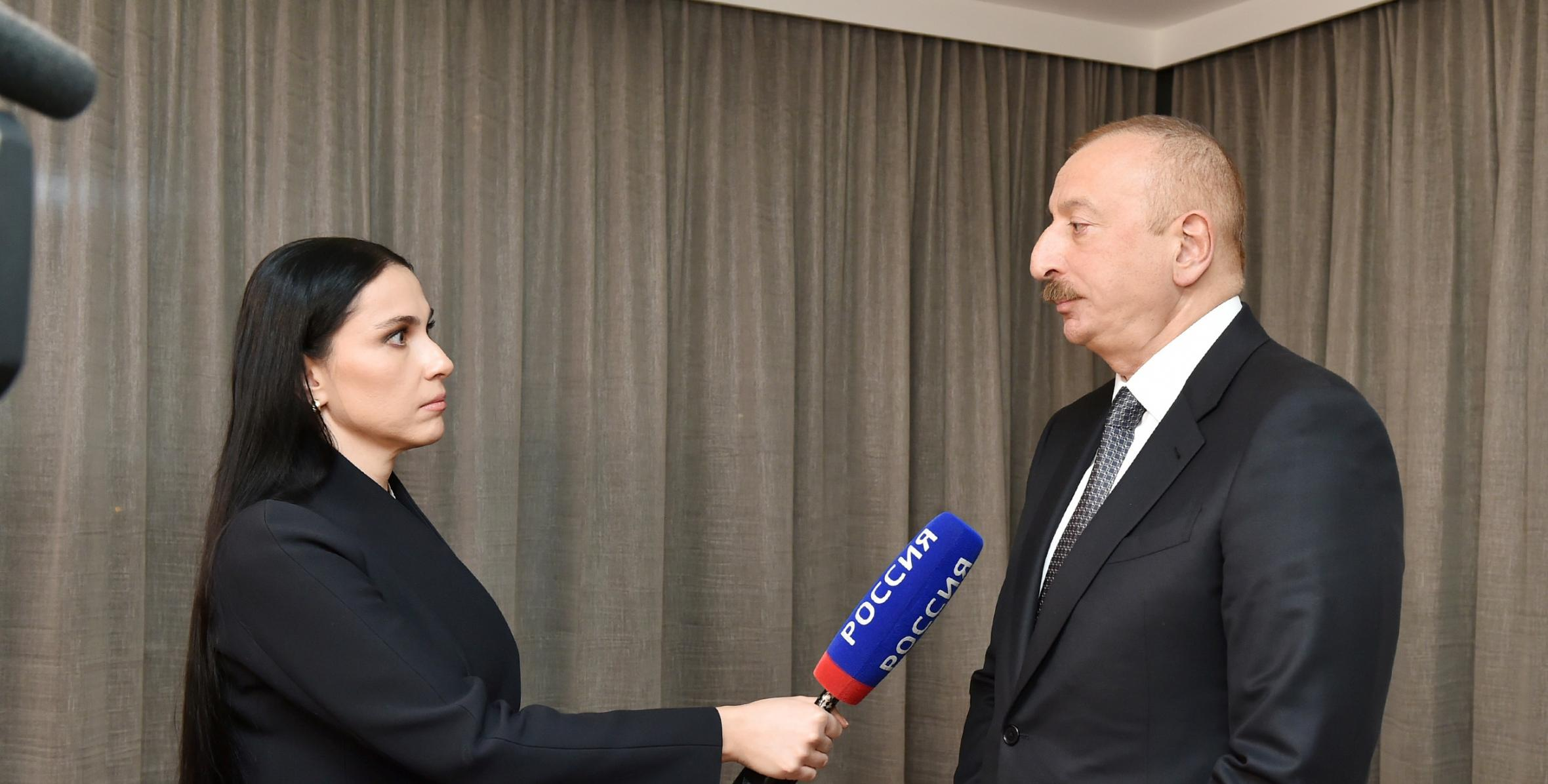
Наиля Аскер-заде и Ильхам Алиев

Вскоре на основе «Рабочего полдня» 29 октября 2017 года появилась программа «Действующие лица» на «России-1». Среди интервьюируемых Аскер-заде личностей были Рамзан Кадыров, миллиардеры Алишер Усманов, Олег Дерипаска и Владимир Потанин, директор СВР Сергей Нарышкин, тренер сборной России по футболу Станислав Черчесов, украинский политик Виктор Медведчук, президент Республики Беларусь Александр Лукашенко и другие. Наиля тщательно готовится к своим интервью: приходилось учиться стрелять из пистолета и играть на бильярде для сюжета с руководителем СВР Сергеем Нарышкиным, или учиться езде верхом на лошади в сюжете с Рамзаном Кадыровым, или кататься на коньках и играть в хоккей с Аркадием Ротенбергом.
С апреля 2020 года Аскер-заде занимается съёмками документального цикла «Опасный вирус», посвящённого созданию вакцины в новосибирской лаборатории «Вектор» и борьбе с COVID-19 в России. В рамках цикла были сняты несколько фильмов с эксклюзивными интервью, протоколами лечений и съёмками из «красных зон» российских госпиталей. В одном из выпусков «Опасного вируса» было анонсировано создание в Национальном исследовательском центре эпидемиологии и микробиологии имени Гамалеи вакцины, позже ставшей известной под названием «Спутник V». 25 октября 2020 года вышел фильм «Опасный вирус. План спасения», в котором представители крупного бизнеса и чиновники давали оценки текущему состоянию российской экономики и прогнозы на будущий год. По окончании 2020 и 2021 годов в рамках цикла вышли фильмы-итоги «Первый год» и «Второй год».
30 июня 2021 года стала ведущей программы «Прямая линия с Владимиром Путиным». В том же 2021 году на телеканале «Россия-1» были показаны фильмы Аскер-заде о событиях 1991 года: «ГКЧП 30 лет спустя» (вышел 15 августа) и «30 лет без Союза» (вышел 5 декабря). 1 октября 2023 года состоялась премьера фильма, снятого в аналогичном ключе и посвящённого октябрьскому путчу — «1993 год. Перелом».

### Семья
Отец Вагиф Аскер-заде был инженером-геофизиком, позже ушёл в бизнес; мать работала медсестрой в физиологическом отделении роддома имени Н. К. Крупской в Баку. Её дед был капитаном I ранга, начальником крупного военного завода. Родители Наили развелись в 1990-е годы, отец остался жить в Баку, умер в 2018 году. Родная сестра Инара Аскер-заде работает в ВТБ.
Аскер-заде не сообщает о семейном положении.

## Блокирование доступа к интернет-ресурсам, цензура
4 апреля 2019 года газета «Ведомости» написала о массовой блокировке Роскомнадзором в интернете публикаций, в большинстве из которых упоминались ВТБ, президент банка Андрей Костин и Наиля Аскер-заде. Всего в интересах ВТБ по решению Арбитражного суда Санкт-Петербурга и Ленинградской области Роскомнадзор заблокировал около 1000 публикаций без указания авторства, опубликованных интернет-ресурсами, не имеющими государственной регистрации как СМИ. В судебных решениях утверждается, что установить изначального автора и распространителя информации невозможно, но она содержит неподтверждённые сведения, порочащие деловую репутацию банка. Исход данных процессов позволил Роскомнадзору начать массовую блокировку сайтов на основании частного иска.
В декабре 2021 года телеканал Дождь по требованию Роскомнадзора был вынужден удалить материал о продаже журналисткой участка на Рублёвке за 2,8 млрд рублей. В расследовании издания «Проект» сообщалось, что в «Русской Википедии» неоднократно удалялось упоминание связи Андрея Костина с Аскер-заде.

## Доходы и собственность
В результате различных журналистских расследований, в том числе Фонда борьбы с коррупцией Алексея Навального, деятельности президента государственного банка ВТБ Андрея Костина было сообщено, что Наиля Аскер-заде является собственницей следующего имущества:
- квартира площадью 228 м² в 1-м Зачатьевском переулке, и с 2014 года соседняя квартира площадью 155 м², в собственности, общая стоимость — 300 млн рублей[5][43][44][45][46][47].
- лесной участок площадью 4,3 га в деревне Раздоры в составе сельского поселения Барвихинское, в собственности с февраля до лета 2019 года[5][48][49][50].
- участок (53 сотками земли) и дом (923 квадратных метра) в коттеджном посёлке «Жуковка-3» в Подмосковье, в собственности по состоянию на декабрь 2019 года[51][52][53].
- самолёт Bombardier Global 6000[54]; и яхта Sea & Us, владелец российский миллиардер Анатолий Ломакин, у Аскер-заде в бесплатном пользовании для путешествий[55][56][57][58].

Расследование было проигнорировано тремя ведущими деловых изданиями России («Ведомости», «Коммерсант» и «РБК»), информагентства ТАСС и РИА "Новости" выпустили и удалили новостные заметки с комментарием пресс-секретаря президента РФ Дмитрия Пескова по поводу расследования, агрегатор «Яндекс.Новости» выдавал публикации об Аскер-заде только при вбивании её фамилии через кавычки. Подобная реакция СМИ вызвала критику со стороны главы ФБК Алексея Навального, сравнившего игнорирование расследование с публикацией «Ведомостями» материалов о награждении Аскер-заде премией «ТЭФИ» и публичными поздравлениями по этому случаю со стороны действующих сотрудников газеты. 4 декабря 2019 года в эфире в эфире программы Hard Day’s Night на телеканале «Дождь» член совета директоров газеты «Ведомости» Демьян Кудрявцев извинился перед читателями за то, что издание не осветило резонансное расследование, но отказался считать произошедшее примером цензуры, так и не назвав причину подобного поведения издания.
В сентябре 2020 года издание The Insider со ссылкой на источник, имеющий доступ к базам Федеральной налоговой службы, опубликовал данные, согласно которым годовой доход телеведущей за 2019 год составил 6,5 миллионов рублей.
В расследовании издания «Проект» сообщалось, что стоимость недвижимости, зарегистрированной на Аскер-заде, составляет три миллиарда рублей. Так, она владеет участком на Рублёвке возле деревни Раздоры площадью 43 тысячи квадратных метров, стоимостью 2,8 млрд рублей. По данным издания «Открытые медиа», в августе 2019 года Аскер-заде продала этот участок компании, собственником которой является кипрский офшор.

## Награды и звания
В 2017 году номинировалась на премию ТЭФИ в номинации «Интервьюер».
В 2018 году Аскер-заде получила премию ТЭФИ как лучший интервьюер. Её назначение победителем при таком номинанте, как Владимир Познер, российский кино- и телекритик Юрий Богомолов назвал «оскорблением профессии».
В 2021 году победила в номинации «Специальный репортаж» на международной премии «Золотая лента 2020 — выдающиеся передачи, посвящённые борьбе с пандемией» (проводилась в Китае) за документальный фильм «Опасный вирус — 2».

## В культуре
В 2015 году, по сообщению ряда ведущих российских и мировых медиа, а также согласно годовому отчёту Центрального парка, Аскер-заде оплатила установку памятной таблички с признанием в любви главе ВТБ Андрею Костину на одной из скамеек Центрального парка Нью-Йорка. В 2019 году, вскоре после публикации одного из расследований Фонда борьбы с коррупцией, табличка исчезла со скамейки. После этого новосибирский художник Артём Лоскутов предъявил арт-объект «Без любви ничего не получится», основой которой стала, по его утверждению, та самая табличка. Этот объект удостоен премии в области современного искусства «Инновация». Позднее табличка была продана анонимному покупателю на благотворительном аукционе за 1,5 млн рублей.

## Санкции
В 2022 году внесена ФБК список коррупционеров и разжигателей войны с предложением введения против неё международных санкций. В обосновании говорится, что Аскер-заде — «влиятельный российский пропагандист, работающий на канале „Россия-1“. Была уличена в незаконном накоплении денег и активов через связь с государственным банкиром Андреем Костиным».
4 мая 2022 года, на фоне вторжения России на Украину, включена в санкционный список Великобритании.
17 октября 2022 года включена в санкционный список Канады «агентов российской дезинформации» за «поддержку неоправданного вторжения России и попытки аннексии украинских территорий».
19 октября 2022 года включена в санкционный список Украины по аналогичным основаниям.